# Liste der Baudenkmale in Wittendörp
In der Liste der Baudenkmale in Wittendörp sind alle Baudenkmale der Gemeinde Wittendörp (Landkreis Ludwigslust-Parchim) und ihrer Ortsteile aufgelistet (Stand: Januar 2021).

## Döbbersen
| ID | Lage                | Bezeichnung | Beschreibung | Bild      |
| -- | ------------------- | ----------- | --- | --------- |
|    | Seestraße 2 (Karte) | Kirche      | Spätromanisch-frühgotische Dorfkirche aus Backstein aus der Mitte des 13. Jahrhunderts mit zweijochigem Langhaus, eingezogenem Chor und massiven Turm. | Kirche    |
|    | Seestraße 6 (Karte) | Pfarrhaus   | | Pfarrhaus |

## Dodow
| ID | Lage                     | Bezeichnung                  | Beschreibung | Bild |
| -- | ------------------------ | ---------------------------- | ------------ | ---- |
|    | Dorfstraße 50 (Karte)    | Wassermühle mit Stallgebäude |              |      |
|    | Zum Herrenhaus 1 (Karte) | Gutshaus                     |              |      |
|    | Dorfstraße 32/34 (Karte) | Wohnhaus                     |              |      |
|    | Dorfstraße 52 (Karte)    | Hallenhaus                   |              |      |

## Dreilützow
| ID | Lage                        | Bezeichnung                                                                    | Beschreibung | Bild                                                                           |
| -- | --------------------------- | ------------------------------------------------------------------------------ | --- | ------------------------------------------------------------------------------ |
|    | Am Schloßpark 1 (Karte)     | Stall- und Wirtschaftsgebäude                                                  | |                                                                                |
|    | Am Schloßpark 7 (Karte)     | Kirche                                                                         | Gutskapelle aus Feldstein mit Backsteingiebel vom 15. Jahrhundert in Dreilützow mit einem quadr. Holzturm vom 18. Jh. | Kirche                                                                         |
|    | Am Schloßpark 15-19 (Karte) | Gutsanlage mit Herrenhaus, zwei Wirtschaftsgebäuden sowie Park mit Teepavillon | 2-gesch. Herrenhaus (Schloss) vom 18. Jahrhundert mit Mittelrisalit und zwei dreigeschossigen Seitenflügel, der eindrucksvollen 17-achsigen Hofseite; Gutsanlage mit großen Park, Stall sowie Wirtschaftsgebäude; heute Schullandheim der Caritas. | Gutsanlage mit Herrenhaus, zwei Wirtschaftsgebäuden sowie Park mit Teepavillon |
|    | Dorfstraße 31/32 (Karte)    | Stall und Wohngebäude                                                          | |                                                                                |
|    | Großer Hof 1 (Karte)        | Wohn- und Wirtschaftsgebäude (Doppelhaus)                                      | |                                                                                |
|    | Lindenweg 9 (Karte)         | Wohnhaus                                                                       | |                                                                                |
|    | Lindenweg 14 (Karte)        | Kutschstall mit Resten von zwei Feldsteinscheunen                              | |                                                                                |
|    | Lindenweg 18 (Karte)        | Kutscherhaus                                                                   | |                                                                                |
|    | Püttelkower Weg 3 (Karte)   | Schmiede                                                                       | |                                                                                |

## Dreilützow-Ausbau
| ID | Lage                      | Bezeichnung         | Beschreibung | Bild                |
| -- | ------------------------- | ------------------- | ------------ | ------------------- |
|    | Parumer Straße 11 (Karte) | Aufsiedlungs-Gehöft |              | Aufsiedlungs-Gehöft |
|    | Parumer Straße 15 (Karte) | Aufsiedlungs-Gehöft |              |                     |

## Drönnewitz
| ID | Lage    | Bezeichnung | Beschreibung | Bild |
| -- | ------- | --- | --- | --- |
|    | (Karte) | Gutsanlage mit Herrenhaus (Dorfstraße 47), ehemaligem Kutscherhaus mit Wagenremise und Stutenstall (Dorfstraße 46/46a), ehemaligem Wirtschaftshaus und Gutsküche (Dorfstraße 48), ehemaligem Speicher (Dorfstraße 51) und ehemaligem Ackerpferdestall (Dorfstraße 53) sowie Park und Resten der Mauer | 2-gesch., 13-achsiges Herrenhaus mit 3-gesch. Zwerchgiebel 1-gesch. Fachwerkhaus mit Krüppelwalm und 2-gesch. Zwerchgiebel. 1-gesch., langgestrecktes Fachwerkgebäude aus Rotstein mit Krüppelwalm als Wirtschaftshaus | Gutsanlage mit Herrenhaus (Dorfstraße 47), ehemaligem Kutscherhaus mit Wagenremise und Stutenstall (Dorfstraße 46/46a), ehemaligem Wirtschaftshaus und Gutsküche (Dorfstraße 48), ehemaligem Speicher (Dorfstraße 51) und ehemaligem Ackerpferdestall (Dorfstraße 53) sowie Park und Resten der Mauer |

## Karft
| ID | Lage                               | Bezeichnung                                                | Beschreibung                              | Bild |
| -- | ---------------------------------- | ---------------------------------------------------------- | ----------------------------------------- | ---- |
|    | Alte Dorfstraße/Ecke Schwarzer Weg | Gefallenendenkmal (Gemarkung Karft, Flur:1, Flurstück: 81) |                                           |      |
|    | Raguther Weg 8 (Karte)             | Wohnhaus/ehemalige Domäne                                  | 1-gesch. Putzbau mit 2-gesch Mittelteilen |      |

## Luckwitz
| ID | Lage                  | Bezeichnung | Beschreibung | Bild |
| -- | --------------------- | ----------- | --- | ---- |
|    | Dorfstraße 35 (Karte) | Herrenhaus  | 1-gesch., 9-achs., sanierter Ziegelbau aus der Mitte des 18. Jh. mit Seitenflügel, Lisette Gräfin von Bernstorff war bis 1945 Eigentümerin, dann Heim für behinderte Kinder, seit 2006 Ferienwohnhaus; Gut der Familien von Lützow (bis 1725), und von Bernstorff (bis um 1919), danach größtenteils aufgesiedelt. |      |

## Püttelkow
| ID | Lage                          | Bezeichnung                 | Beschreibung | Bild         |
| -- | ----------------------------- | --------------------------- | ------------ | ------------ |
|    | Dorfplatz 12 (Karte)          | Spritzenhaus                |              | Spritzenhaus |
|    | Dorfplatz 3 (Karte)           | ehemalige Schule            |              |              |
|    | Dorfplatz 5 (Karte)           | niederdeutsches Hallenhaus  |              |              |
|    | Wittenburger Straße 5 (Karte) | Scheune (ehemalige Hufe 10) |              |              |

## Raguth
| ID | Lage                           | Bezeichnung       | Beschreibung                                                                              | Bild              |
| -- | ------------------------------ | ----------------- | ----------------------------------------------------------------------------------------- | ----------------- |
|    | Raguther Dorfstraße 10 (Karte) | Gutshaus mit Park | Ruinöser, 2-gesch., 11-achs. Fachwerkbau mit Mittelrisalit, Mansarddach und zwei Flügeln. | Gutshaus mit Park |

## Tessin
| ID | Lage                                | Bezeichnung                                                                                      | Beschreibung                                                                                       | Bild                                                                                             |
| -- | ----------------------------------- | ------------------------------------------------------------------------------------------------ | -------------------------------------------------------------------------------------------------- | ------------------------------------------------------------------------------------------------ |
|    | Altbauern 41 (Karte)                | Wohnhaus                                                                                         | | Wohnhaus                                                                                         |
|    | Tessiner Dorfstraße 10/10a (Karte)  | ehemaliges Wirtschaftsgebäude des Gutes                                                          | |                                                                                                  |
|    | Tessiner Dorfstraße 8/8a,11 (Karte) | ehemaliges Wirtschaftsgebäude des Gutes                                                          | |                                                                                                  |
|    | Tessiner Dorfstraße 23 (Karte)      | Gutsanlage mit Herrenhaus, Wirtschaftshaus (ehemaliges Badehaus) im Park, Aussichtsturm und Park | 2-gesch. Putzbau von 1835 mit Eingangsrisalit und Mansarddach; Gutsanlage mit Katzenturm und Park. | Gutsanlage mit Herrenhaus, Wirtschaftshaus (ehemaliges Badehaus) im Park, Aussichtsturm und Park |

## Waschow
| ID | Lage                                        | Bezeichnung               | Beschreibung | Bild |
| -- | ------------------------------------------- | ------------------------- | ------------ | ---- |
|    | Dorfstraße/Ecke Wittenburger Straße (Karte) | Gefallenendenkmal 1914/18 |              |      |
|    | Wittenburger Straße 5/7 (Karte)             | Kate                      |              |      |

## Ehemalige Denkmale

### Püttelkow
| ID | Lage                | Bezeichnung                | Beschreibung | Bild |
| -- | ------------------- | -------------------------- | ------------ | ---- |
|    | Dorfplatz 2 (Karte) | niederdeutsches Hallenhaus |              |      |

### Pogreß
| ID | Lage                  | Bezeichnung | Beschreibung | Bild |
| -- | --------------------- | ----------- | ------------ | ---- |
|    | Dorfstraße 22 (Karte) | Wohnhaus    |              |      |